# Campaña 10:23

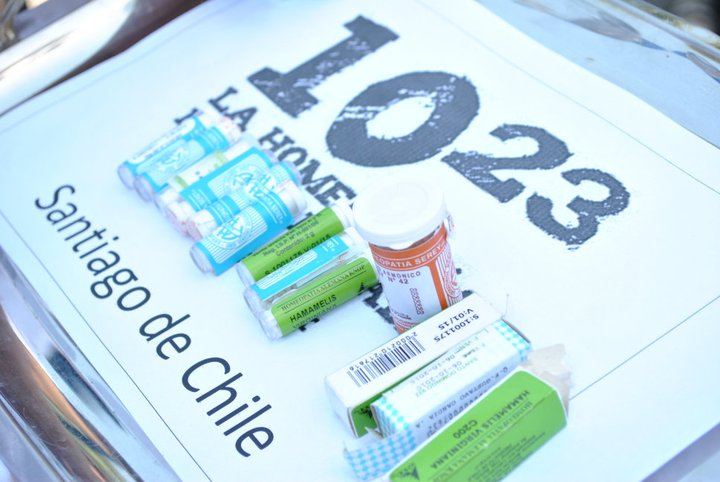
Bandeja muestra productos usados por un "suicida" de Santiago de Chile en 2011

La Campaña 10:23 (en inglés, The 10:23 Campaign) es una campaña continua destinada a concienciar a la población sobre la realidad de la homeopatía. Es organizada por la Merseyside Skeptics Society, una organización británica sin fines de lucro dedicada a la promoción del escepticismo científico. Según los organizadores, la homeopatía es una pseudociencia absurda, que sobrevive hoy en día como medicina "complementaria" o "alternativa", a pesar de que no existe evidencia científica confiable de que funcione. 
El nombre de la campaña alude a la magnitud del número de Avogadro, que representa la cantidad de moléculas de una sustancia cualquiera contenidas en un mol de la misma y es de aproximadamente 6,02 × 1023. Si una sustancia es diluida más allá de esta proporción, es virtualmente imposible que quede en la solución ni una sola molécula de la sustancia original. Una dilución de 30C, común en los preparados homeopáticos y equivalente a una parte de sustancia activa por 1060 partes de agua, es de hecho sólo agua.

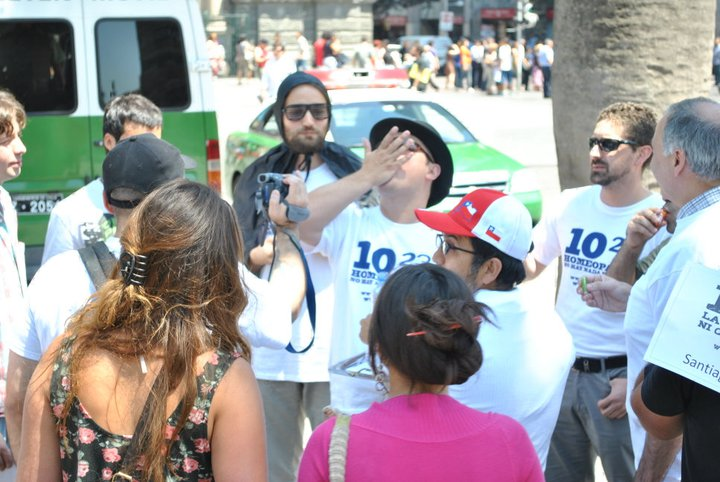
Aech en Suicidio Homeopático en febrero de 2011 en Santiago de Chile

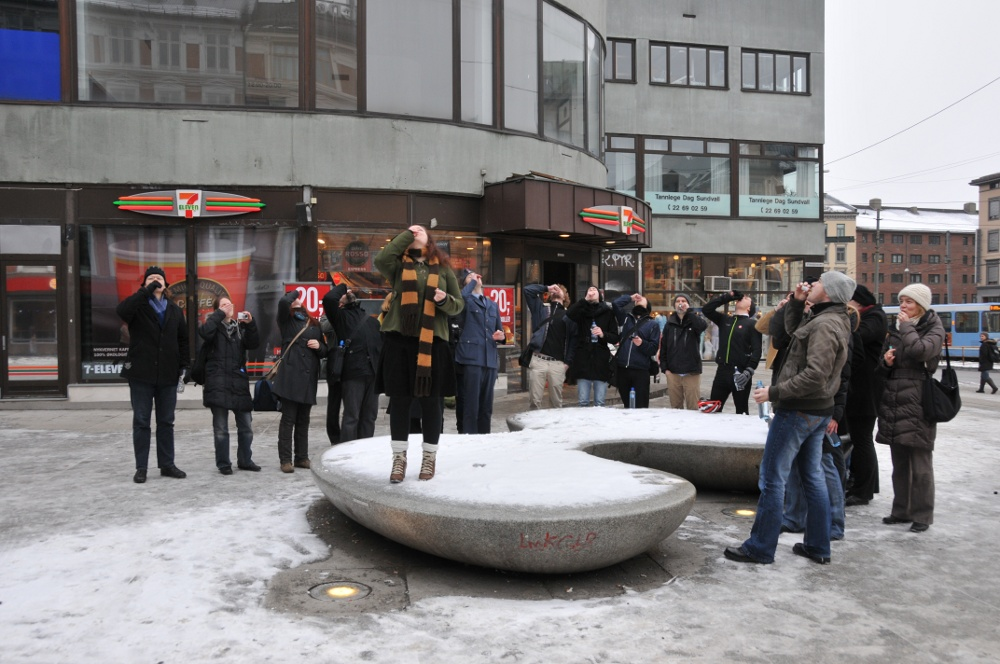
Suicidio Homeopático en 2011 en Oslo Noruega

La Campaña 10:23 ha organizado un evento consistente en una "sobredosis" pública y masiva con preparados homeopáticos, que se realiza a nivel internacional a las 10 horas y 23 minutos de la mañana (hora local). La "sobredosis" consiste en ingerir una cantidad desproporcionada de un preparado homeopático. Las "sobredosis" o "suicidios homeopáticos" no causaron efectos en los participantes de la Campaña en 2010 ni en 2011, tal como se esperaba dado que los preparados no contienen sustancia activa.
Partidarios de la homeopatía han criticado la "sobredosis" por ser científicamente inválida como demostración de la inefectividad de la homeopatía y porque sería imposible, según su concepción del funcionamiento de los preparados homeopáticos, experimentar una verdadera sobredosis.
Los escépticos responden que eventos como los de la Campaña 10:23 no pretenden ser demostraciones científicas sino performances para atraer la atención del público hacia hechos ya comprobados con rigurosidad científica previamente. Incluso en algunas legislaciones el llamar a realizar suicidio y usar una sobredosis de pastillas está prohibido, por lo que se debió usar otros nombres a la actividad a pesar de que es imposible correr riesgo dada las grandes  disoluciones de las píldoras, como en el caso de  Chile que tuvo que denominarse "Convalecencia homeopática 10:23".